# Marie Louise Dissard
Marie Louise Dissard (* 6. November 1881 in Cahors; † 1957) war Mitglied der Résistance und verhalf vielen alliierten Soldaten zur Flucht.

## Leben

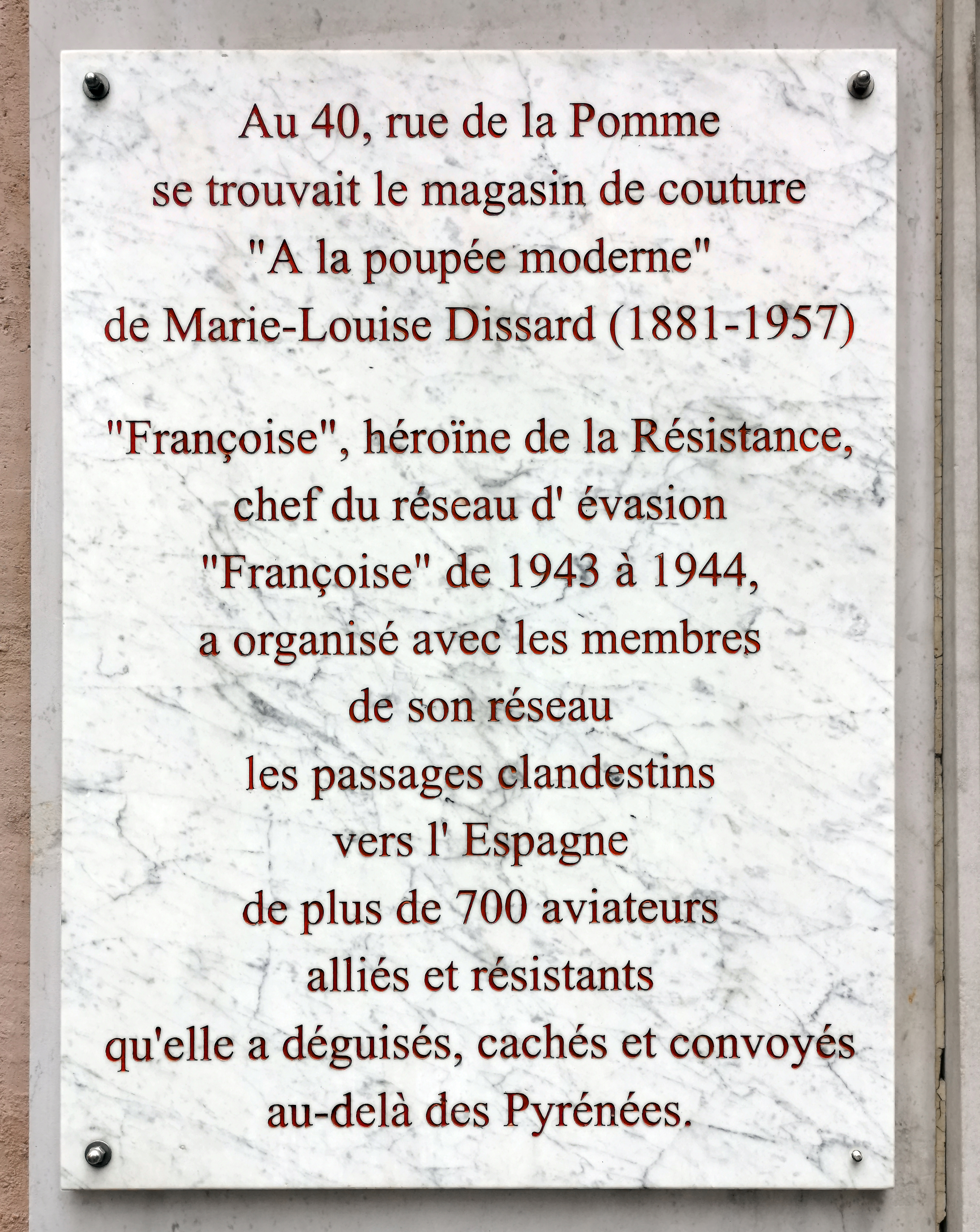
Denkmal für Marie-Louise Dissard am Ort ihrer Tätigkeit in Toulouse

Als Frankreich nach der Niederlage gegen die deutsche Wehrmacht im Juni 1940 den Waffenstillstand unterzeichnete, trat Marie Louise Dissard als 60-Jährige der Résistance bei. Anfangs arbeitete sie mit Ian Garrow zusammen, einem britischen Hauptmann, der die Evakuierung von Dünkirchen verpasst hatte und in Frankreich blieb, wo er zusammen mit anderen einen Fluchtweg über die Pyrenäen schuf. Obwohl er seine Basis in Toulouse besaß, unterhielt er in Paris, Marseille und Perpignan wichtige Stationen. Viele alliierte Piloten und Fallschirmspringer, die über Frankreich und Belgien abgeschossen oder abgestürzt waren oder aus deutscher Kriegsgefangenschaft flüchteten, gelangten über ein geheimes Netzwerk nach England zurück.
Im Oktober 1941 wurde Garrow gefangen genommen. Seine Funktion an der Spitze des fortan als Pat O’Leary bezeichneten geheimen Netzwerks übernahm Albert Guerisse. Als auch dieser verhaftet wurde, übernahm Dissard seine Aufgaben unter ihrem Kampfnamen Françoise.
Die Gestapo erwartete bei Dissard, einer älteren Frau, nicht, dass sie ein Mitglied der Résistance sein könnte. Deshalb reiste sie relativ ungehindert durch Frankreich und arrangierte Verstecke für alliierte Soldaten. Dies war verbunden mit ihrer Begleitung nach Toulouse, wo sie Unterkünfte für sie unterhielt. Von dort gelangten sie nach Perpignan, wo sie Bergführern in den Pyrenäen übergeben wurden. Andere Routen führten über Marseille, wo der britische MI6 unter dem Codenamen MI9 ein Netzwerk von SOE-Agenten unterhielt, die sie anfangs über Nordafrika, später weiter Richtung Perpignan lotsten und von dort über die Pyrenäen, durch Spanien nach Lissabon, von wo sie an Bord von Schiffen nach England zurückkehrten.
Im Januar 1944 wurde einer dieser Führer in Perpignan verhaftet. Entgegen den Regeln trug er ein Notizbuch bei sich, in dem Dissards Name eingetragen war. Deshalb war sie von Stunde an gezwungen, sich auf verschiedenen Dachböden, in Kellern und Garagen in Toulouse zu verstecken.
Dissard schaffte die Rückkehr von über 250 alliierten Luftwaffensoldaten während des Zweiten Weltkriegs nach England. Allein 110 von ihnen half sie 1944, während die Gestapo nach ihr fahndete.
Nach dem Krieg wurde Dissard mit der Freiheitsmedaille des US-Präsidenten (Medal of Freedom) ausgezeichnet. Dissard setzte sich für Frauenbildung ein und erreichte 1956 die Einweihung eines Ausbildungszentrums für Frauen in Toulouse. Daraus ging eine Berufsschule hervor, die ihren Namen trägt. Eine Skulptur erinnert an sie.

## Auszeichnungen und Ehrungen
Nach dem Krieg wurde ihr von dem Vereinigten Königreich die George Medal verliehen und von den Vereinigten Staaten die Medal of Freedom, die höchste Auszeichnung für Zivilisten in den Vereinigten Staaten.
Frankreich
- Offizier der Legion of Honour
- Croix de guerre 1939–1945 mit Palme
- Médaille de la Résistance with rosette (May 17, 1946)

Belgien
- Offizier des Ordens Leopolds II., mit Palme
- Belgien Croix de Guerre mit Palme, 1940–1945

Vereinigtes Königreich
- George Medal
- Officer des Order of the British Empire (OBE)

Vereinigte Staaten
- Medal of Freedom mit goldener Palme